# Caesalpinia parryi
Caesalpinia parryi là một loài thực vật có hoa trong họ Đậu. Loài này được Eifert, Correll & Johnston miêu tả khoa học đầu tiên năm 1970.